# シャッター通り

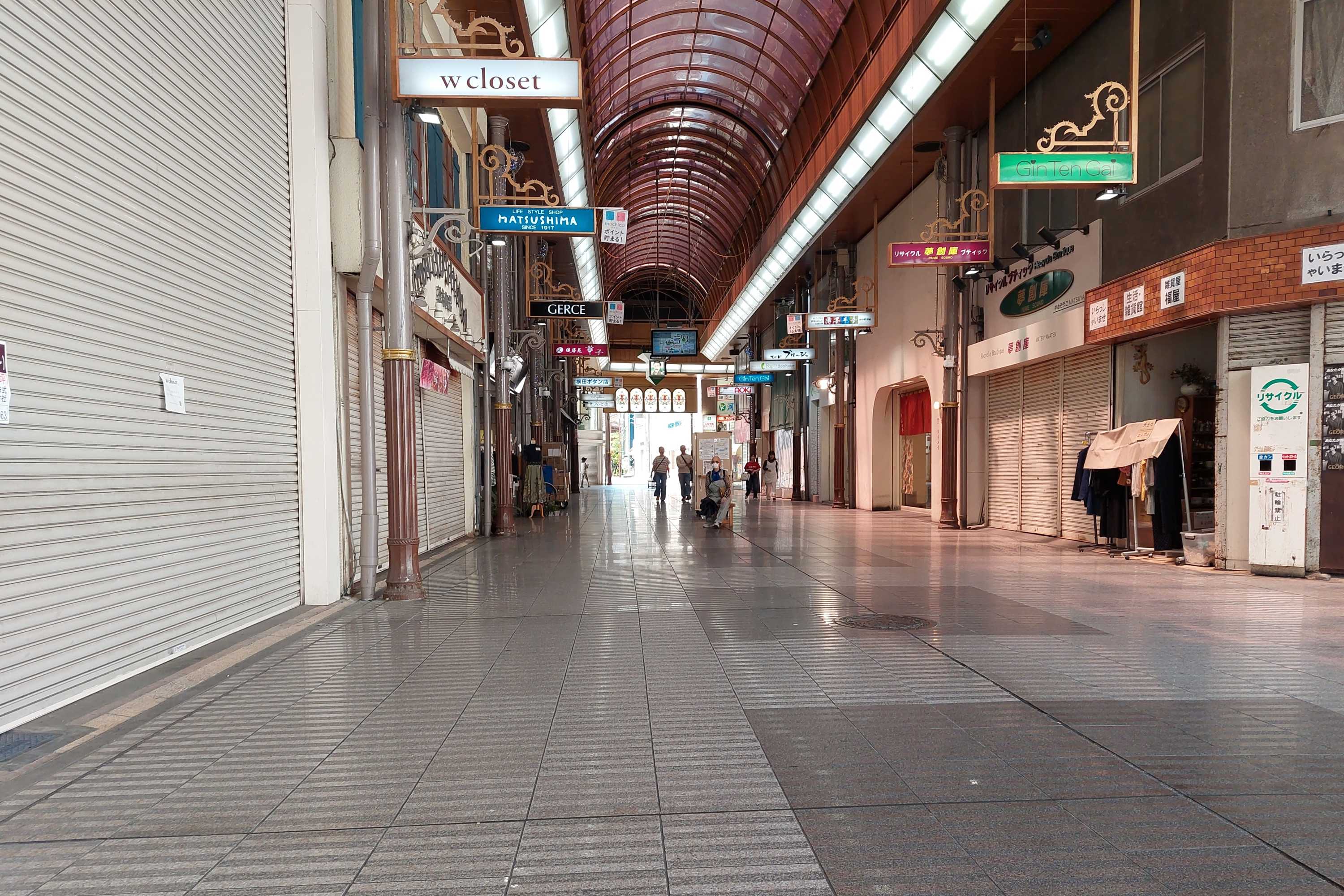
シャッター通り化が進む松山銀天街（2024年5月）

シャッター通り（シャッターどおり）とは、商店や事務所が閉店・閉鎖し、シャッターを下ろした状態が目立つ、衰退した商店街や街並みを指す言葉である。中心市街地の空洞化現象を表すキーワードの一つであり、特に商店街を指す場合はシャッター商店街、街並み全体を指す場合はシャッター街と呼ばれることもある。地方では1980年代後半頃から顕著化しており、身近な都市問題として注目されている。

## 原因・背景

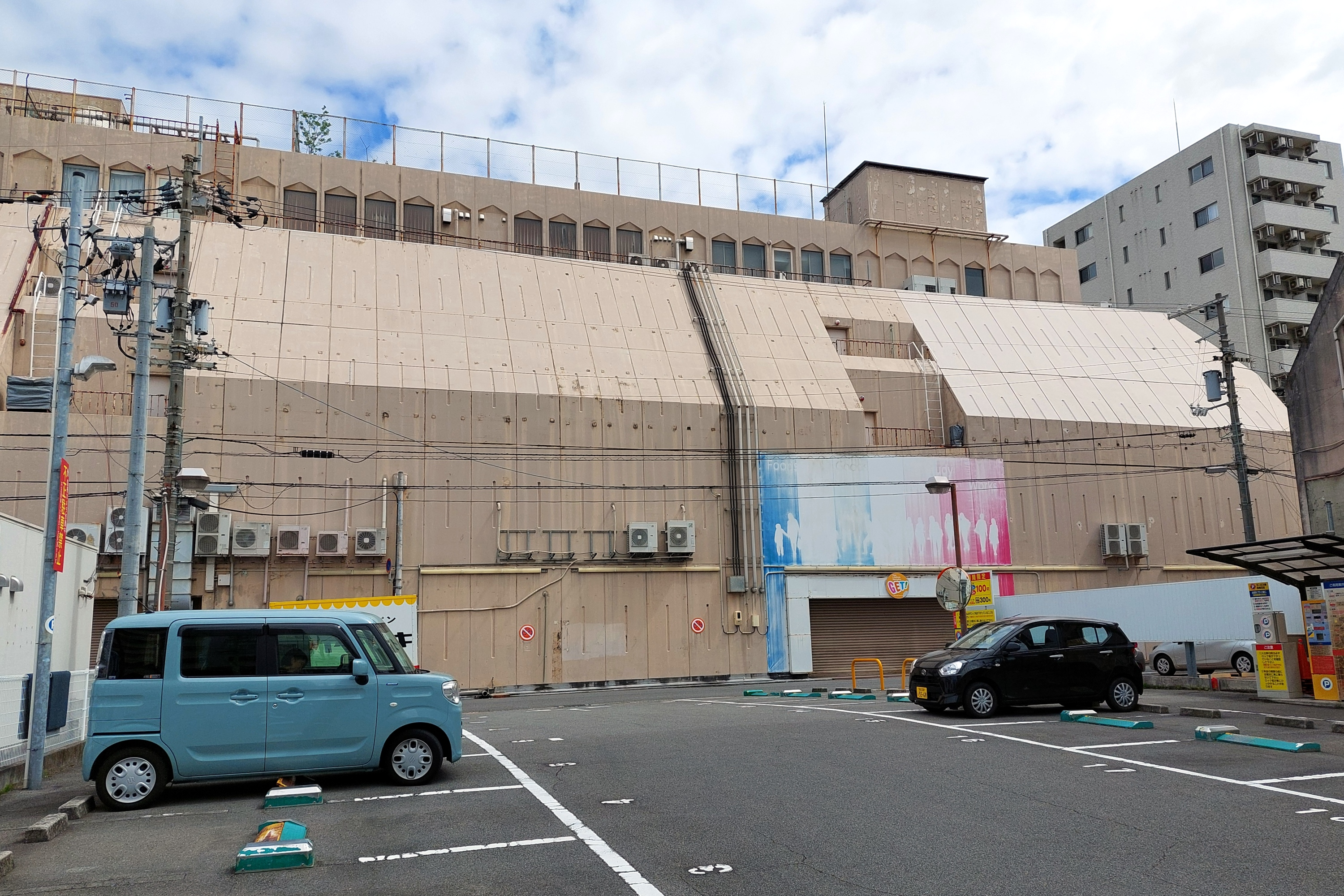
松山銀天街GET!が入居していた商業ビル。2024年時点でも跡地利用は全く進まない。

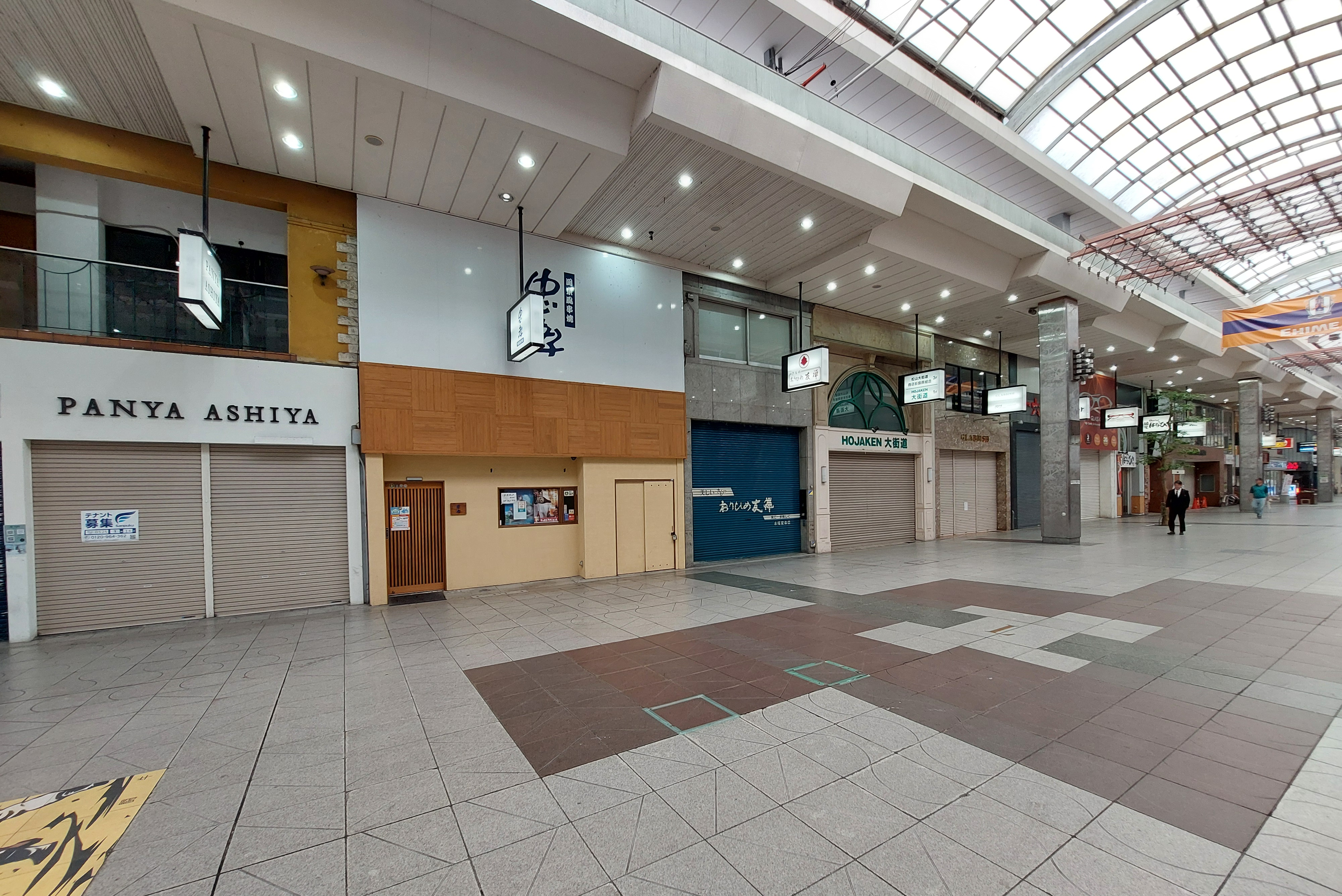
松山大街道商店街も2020年以降は空き店舗が増えた。

産業構造や社会構造、過疎化、少子高齢化など都市構造の変化による人口減少や都市機能の衰退。とりわけ第二次産業の興亡を経た、かつて企業城下町だった都市に多く見られる（例：炭鉱都市、造船都市）。
古くから続く商店街だけではなく、1970年代以降に再開発された地区がシャッター通りになる現象も出ている。一時は再開発の目玉として核になる大手百貨店や大型スーパーが出店し、その周辺にも多数店舗が出店したとしても、郊外型の巨大モールが進出するなどして客足が落ちると不採算を理由に撤退することとなりやすい。その後に代替となるテナントが入らずに大きな空きビルが出現すると、核店舗を失った商店街の集客力は失われ、さらに衰退に拍車がかかるという負の連鎖が起こり、シャッター通りとなる。特に駅前繁華街にこの事例が多く、大小の百貨店や駅前の大型スーパーが撤退し、その跡地利用が進まないケースが多く見られる。そのほか、1960年代から1970年代にかけてニュータウンとして開発された地域で、共同住宅の階下階などを利用して造られた商店街においても、1990年代以降にニュータウン自体が子供世代の独立などによって高齢化や人口減少が進み、同時に顧客の減少と店主の高齢化に伴って廃業する店が続出してシャッター通り化するケースもある。また、大地震などの自然災害や大規模感染症などの蔓延などがシャッター通り化するきっかけになる場合もある。以前から顧客減少や店主の高齢化、後継者難で廃業の時期を窺っていたような店が災害発生や感染症蔓延をきっかけに廃業を決めたというケースも少なくなく、たちまちシャッター通り化するという例もある。
商店街の衰退、シャッター通り化には様々な原因が指摘されており、以下のようなものが挙げられる。

### 消費者の行動圏拡大･流出
モータリゼーション（車社会）の進行と公共交通の整備という、一見すると真逆の要因によって消費者の行動範囲が拡大し他地域に流出している。
モータリゼーションが進展した1970年代以降、公共交通網が未発達な地方都市を中心に自動車で買い物に行く生活スタイルが定着した。これにより公共交通機関離れが進んだことで地方では鉄道駅やバスターミナルに付随して発展してきた商店街（駅前商店街）の衰退傾向が顕著化した。スーパーだけでなく、いわゆるロードサイドショップが郊外の国道やバイパス沿いに乱立するようになったのもこのころからである。
これとは逆に、新幹線や新路線の整備、列車本数の高頻度化など、公共交通網の整備に伴って買い物客が他都市、特に大都市へと流出することもある（東京一極集中も参照）。このような現象はストロー現象と呼ばれる。

### 規制緩和
1980年代以降日米貿易摩擦による貿易交渉により大規模小売店舗法の保護規制の緩和・解消が進められ、全国各地の郊外にショッピングセンターや総合スーパーが矢継ぎ早に建設されるようになった。
従来のスーパーマーケットとしての枠を超え、百貨店や映画館（シネマコンプレックス）、専門店街、カルチャーセンターなどそれまで商店街や都市中心部で提供してきた機能をすべて取り揃え、しかも大型無料駐車場を用意した大規模ショッピングモールは、もはや1つの大規模繁華街に匹敵する商業機能を持つようになった。
大型店はより強いバーゲニング・パワーを発揮することで仕入れコスト削減や契約の柔軟性をもって競争力を高めた。十分な駐車場を持たないうえ、商品の目新しさや消費動向への対応力、価格競争力に劣る既存の商店街から客が郊外大型店に流出し一気に衰退するようになった。商店街の衰退、崩壊スピードは急速であり、また全国的に同様の現象が起こったため大きな社会問題となり、2005年には大規模小売店舗法の再見直しが行われるに至った。

### ドーナツ化現象
建物の老朽化やバブル期の地価高騰で、全国的に病院・学校・公的機関（市役所、役場、合同庁舎、郵便局等）・企業（本社、営業所、工場等）といった集客力のある施設の郊外移転が相次ぎ、これらの周辺を対象とした商店街の衰退にとどまらず、自家用車利用を前提とする通勤形態の一般化により、公共交通機関自体の衰退にも拍車がかかった。
特に規模がある程度大きな病院については、入院患者見舞い客や往診待ち外来患者が空いた時間を利用し徒歩で都心部を散策する需要がもたらされた利点が消失した。加えて施設の移転に合わせ、バス会社がダイヤ改正や路線変更を行うため、交通の拠点という利点をも同時に無くすことも多い。
いわゆる「企業城下町」と呼ばれていた地方においては、郊外移転に加えて、プラザ合意以降の円高による工場の海外移転、バブル崩壊後の長期不況下でのリストラに伴う工場の撤退などによって、それまで工場関係者など常連客の需要を相手にしていた工場正門前の商店街に大きなダメージを与えた。

### 事業主の事情に由来する問題
こうした社会的な情勢だけでなく、事業主等に由来する問題としても、
- 子供が後を継がなかったなど後継者難により、店主の代替わりに失敗し廃業した。
- 商店街の個々の店舗ではそれぞれが置かれた経営状況が異なる上、個人が経営する店舗は店主があくまでも一国一城の主であることから、他者の干渉がはばかられたり敬遠されるなどの事情もあり、活性化に対して商店街としての意見の一致がなかなか見出し難かった。
- 細分化された商店街の土地や店舗建物の権利関係が複雑なことが多く、また古くからの店舗兼住宅の場合、廃業した後も元店主が存命である限り、元店主の住居として使われる場合が多く貸し出されることも少ないため、面的な再開発が進まなかった。
- そもそも店主達は、1960年代の高度成長期から1980年代のバブル期に構築した持ち家を含む資産があるため、老夫婦や独居で過ごすだけなら店として機能していなくても全く困らない（ただ、元店主もしくはその配偶者が死亡した後は、遺産相続や空き家などといった別の問題が発生するので、その時にどうするかといった問題は起きるが）。

などがある。

### 悪循環
空き店舗の増加により、商店街が衰退し始めると寂れた印象を与えることからさらに客足が遠のき、ますます空き店舗が増えるという悪循環に陥っていく。商店街の店舗の数が減ると、アーケードその他の設備の維持管理費、イベント等の一店舗当たりの負担金などが重くなるため、老朽化した設備の更新が進まなかったり、魅力的なイベントを打てなかったりすることに繋がり、さらに衰退をもたらすこととなる。また、人通りが少なくなり開いている店舗が少なくなると、安全性についても客の不安を招きかねず、またこうした中、地主や店舗の貸主が自店にキャバクラなどの風俗店をテナントとして入れると、さらに女性、子連れの買い物客が敬遠してしまうこともある。一方、特に風俗街としてにぎわっていた場所から下手に風俗店を追い出してしまうと、今度は風俗店や客を相手にしていた地元商店が経営難になると言うこともあり得る。

## 対策
店舗や人通りが減少すると、スラム化や治安悪化を招く恐れもあることから、上記のようなシャッター通り化の原因に対して各地で対策が採られている。
- モータリゼーションの進展に合わせた対策として、駐車場の拡充や無料開放、無料駐車券の提供、道路幅の拡張などが挙げられる。その他、例えば長崎市中央地区商店街では、地域に散在する駐車場を案内するシステムが導入されている。
- 歩行者に配慮し、多くの商店街でバリアフリー化や、ベンチの設置などが行われている。その他、例えば那覇市国際通りの商店街では、毎週日曜日にトランジットモール化が実施されている。
- 商店街活性化のための各種のイベントが各地で行われており、商店街への人の呼び込みやイメージ向上が図られている。例えば佐世保市では、市民から募金を募って商店街をイルミネーションで飾ったり、コンサートや仮装大会などが実施されている。

（上記の例はがんばる商店街77選より）
また、商店街による対策のほか行政によりコンパクトシティを目指して公共施設を中心部に集中させ、賑わいを取り戻すような施策も行われており、例えば青森市では、郊外の公営住宅を建替える際に中心部に移転させたり、駅前再開発で市場を（市立図書館もある）再開発ビル地下にするなどの取組みを行っている。また札幌市や仙台市でも政令指定都市ながら市街化調整区域を指定し、ドーナツ化現象を抑制している。

## 関連作品
シャッター通りや、それに類する問題を取り扱った作品。
- ロジャー&ミー - 1989年のアメリカ映画。監督はマイケル・ムーア。
- 木更津キャッツアイ - 2002年のドラマ。東京湾アクアライン開業により空洞化した木更津市を描く。
- スキップ!〜商店街が生んだアイドル〜 -2009年放送のNHK山形放送局制作の単発テレビドラマ。シャッター通りの問題を採り上げている。
- サクラクエスト - 2017年放送のアニメ作品。田舎町のシャッター通りが抱える問題を扱ったエピソードがある。

### 対語、対策
- まちづくり3法、大規模小売店舗立地法
- コンパクトシティ、コミュニティシネマ、トランジットモール
- がんばる商店街77選 - 新・がんばる商店街77選
- ピッツバーグ#衰退と再生
- ジェントリフィケーション

### 脱却例
- 海外の中心市街地活性化事例から学ぶもの 「独ダルムシュタット市（人口12万人）」 ※ Internet Archive保管版。閲覧の際、画面右下の「Impatient?」をクリック。
- 「煙の街」から「ハイテクの街」へ 「米国ピッツバーグ市（人口36万人）」
- 香川県高松市（人口41万人）
  - 中小企業庁: がんばる商店街77選: 高松丸亀町商店街
  - 商店街中心市街地活性化事例 高松丸亀町商店街振興組合・丸亀町壱番街(A街区)
  - 「人が住み、人が集う商店街を目指す!!」-全国初の民間主導による再開発事業（高松丸亀町）-
- 大分県別府市北高架商店街（人口13万人）
  - 個性的な店、次々開店　別府駅北高架商店街（2013年9月）
  - シャッター通り2年半で空き屋ゼロ　別府駅の北高架商店街（2013年9月）
  - 別府市北高架商店街（マガジンハウス）
- 大分県臼杵市八町大路商店街（人口4万人）
  - 空き店舗実質ゼロに　八町大路商店街改装10年（2013年10月）
  - 臼杵市中央通り商店街振興組合（八町大路）リニューアル事例など